# 霍爾島 (阿拉斯加州)

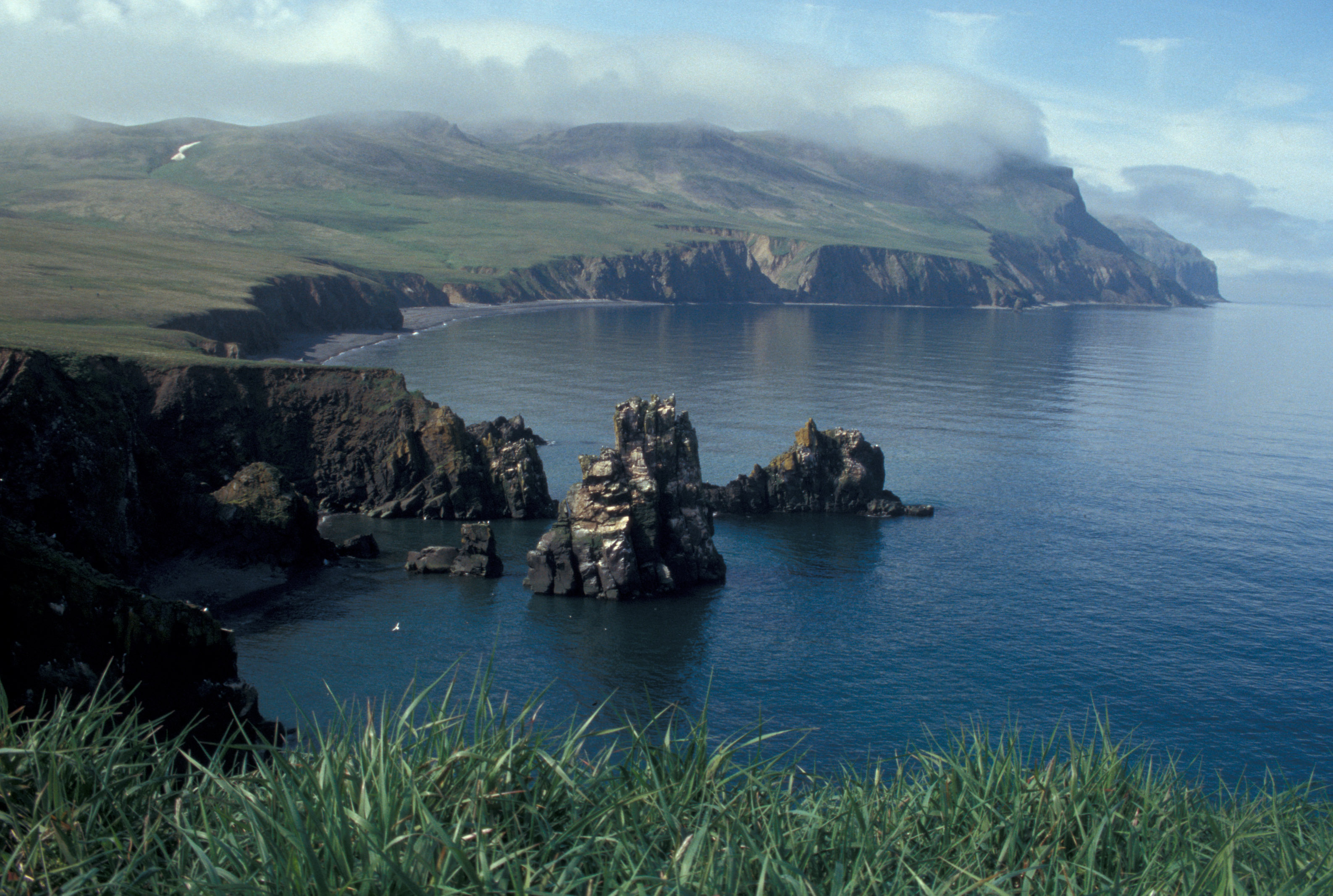

霍爾島是美國的島嶼，位於聖馬修島西北面5.6公里的白令海，由阿拉斯加州負責管轄，長8公里，面積16平方公里，最高點海拔高度490米，島上無人居住。

## 外部連結
- Hall Island: Block 1047, Census Tract 1, Bethel Census Area, Alaska United States Census Bureau
- USGS-GNIS
- Birdlife

60°39′50″N 173°05′46″W / 60.66389°N 173.09611°W